# Arimathiai József

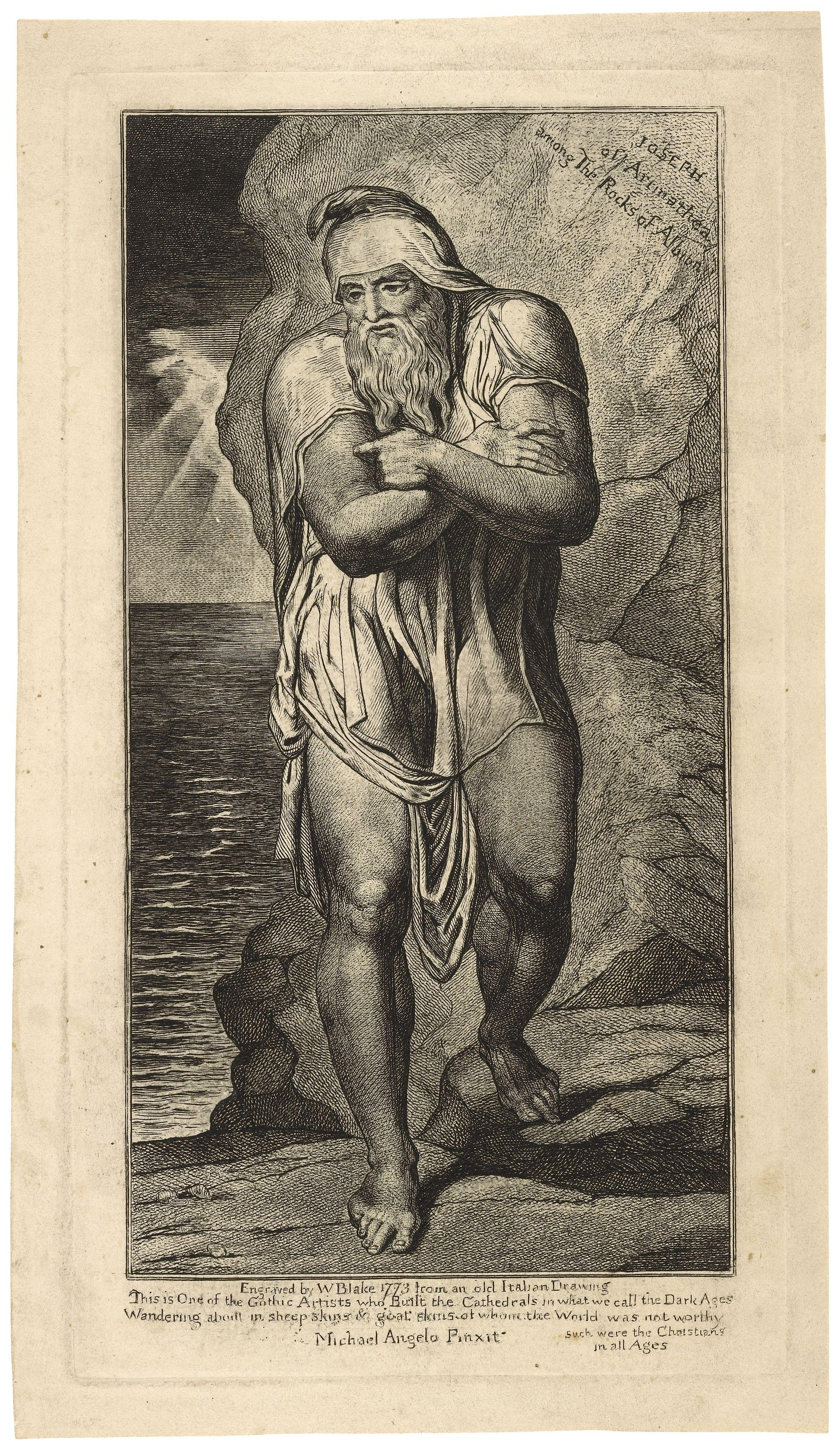
William Blake: Among the Rocks of Albion

Arimathiai, Aritmiai vagy Arimatheai József (Kr. u. 1. század, Arimathæa/Ramathem) zsidó/esszénus tanácsúr. A név felbukkan Aritreai József alakban is.

## Élete
Arimathiai József Jézus belső köreihez tartozó, de "rejtőzködő" tanítvány volt, ugyanis ez nem volt veszélytelen.  Befolyásos személy, a főtanács tagja volt, gazdag és hű izraelita, aki nem vett részt Urunk kárhoztatásában. A keresztre feszítés után József tiszta vászonruhába göngyöltette a Megváltó testét, és saját maga barlangszerű sírboltjába helyeztette őt (Mát. 27:57–60; Márk 15:43–46; Luk. 23:50–53; Ján. 19:38–42). 
Nikodémus apokrif evangéliumában ő az, aki Jézus kicsorduló vérét egy kehelybe gyűjti, innen a legenda, hogy ő volt a Szent Grál első őre. Józsefet a feltámadás után megvádolták a holttest eltulajdonításával. Börtönbe zárták étlen-szomjan, mégis túlélte a Szent Grálnak köszönhetően. A Grál később a templomos lovagok kezébe került, és ők a sírba vitték titkukat.

### Bibliai források
József, mestere halála után személyesen kérte ki a holttestet Poncius Pilátustól, és saját sírboltjába helyezte, ahol azt bebalzsamozták. Nikodémussal együtt temette el Jézust.
Arimathiai Józsefet a Feltámadás után megvádolták a holttest eltulajdonításával. Börtönbe zárták, étel és ital megvonásával.

### Ezoterikus források, illetve legendák
Életben maradását a kehelynek köszönheti, melyet angyalok hoztak le számára. A kehely ettől fogva viseli a Szent Grál nevet. Arimathiai József kiszabadulása után egy tizenkét fős csapattal elvitte a kelyhet Angliába. Ott megépítették az Utolsó Vacsora asztalának pontos mását. Ez az első Grál-asztal, mely tizenkét ember számára készült. Felépítették az első Grál-templomot, melyet Szűz Máriának szenteltek. Ez a szent hely vált a Grál-kehely őrzőjévé.
Arimathiai József halála előtt húga férjének, Bronnak adta át a Grál-királyságot. József lett az első Grál-király.

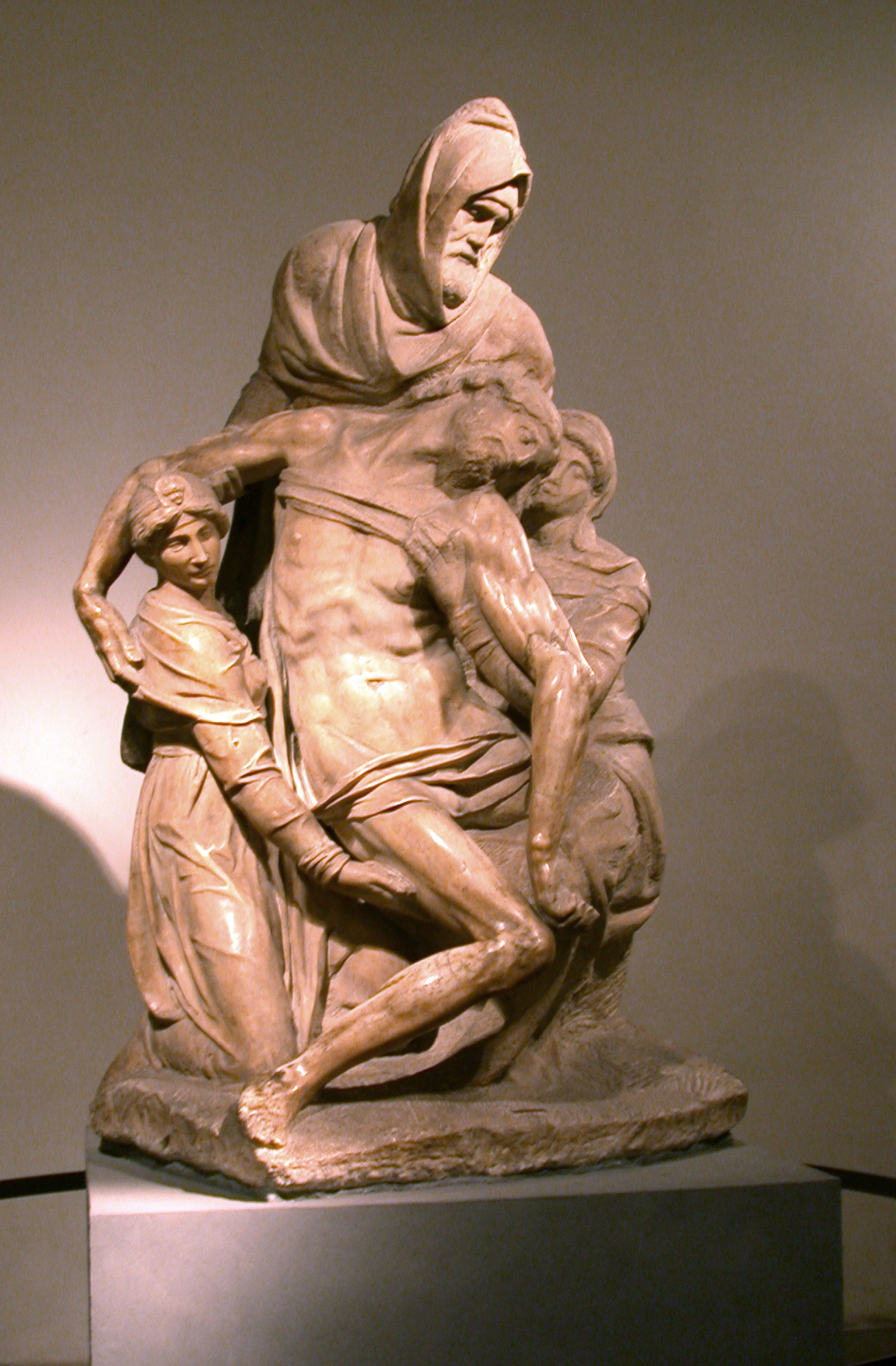
Michelangelo: Pietà
(1557)

## Emlékezete
A pálosok hazánkban egyedül tartották számon Arimathiai József ünnepét.

## Arimathiai József a művészetben
Michelangelo már életében kifaragta saját sírjára szánt szobrát, melyen Mária álló helyzetben tartja halott fiát a karjában, és Arimathiai József alakjában saját magát mintázta meg. Ez a művész 1557-ben készült szobra, a Pietà.